# Uniqway
Uniqway je první český studentský carsharing vyvinutý studenty ve spolupráci tří univerzit - Českého vysokého učení technického v Praze, České zemědělské univerzity v Praze a Vysoké školy ekonomické v Praze. Na projektu se spolu se studenty daných univerzit podílí také ŠKODA AUTO Digilab s. r. o., za podpory ŠKODA AUTO. Služba je provozovaná společností ŠKODA AUTO Digilab s.r.o.. Otevření se uživatelům v komerčním provozu proběhlo 17. října 2018.

## Historie
Pilotní projekt byl odstartován v pátek 13. 3. 2015 v Mladé Boleslavi, kdy se po soutěži o koncept studentského carsharingu vypsané ŠKODA AUTO spojily soutěžní týmy, z ČZU, ČVUT a z VŠE, a vytvořili tak silný meziuniverzitní tým.
Po dlouhém období intenzivních příprav bylo v létě 2016 rozhodnuto o jméně Uniqway. V názvu se propojily univerzity, unikátnost projektu a důležitost mobility a posunu vpřed. Další z velkých milníků služby přišel, když se na jaře 2017 poprvé podařilo odemknout auto studentskou kartou.
V létě 2017 se spustilo interní testování Uniqway aplikace pro Android, která byla po převzetí aut v prosinci 2017 představena i testerům, kteří jako první mimo vývojový tým vyzkoušeli službu a testovali ji celé léto 2018.
Oficiální spuštění služby proběhlo 17. 10. 2018 na velkém křtu na Fakultě architektury ČVUT, kde byl přítomen celý studentský tým, zástupci všech univerzit i partnerů, ŠKODA AUTO a ŠKODA AUTO DigiLab. Na začátku ledna 2019 se k Android aplikaci připojila i aplikace pro uživatele iOS.
Uniqway oslavilo 17. dubna 2019 půl roku fungování a v souvislosti s tímto výročím byly zveřejněny tyto statistické údaje:
- počet registrovaných (16. 8. 2022): 7 108
- počet ujetých kilometrů (16. 8. 2022): 1 600 000 km

Následně byl poté 16. května 2019 zaregistrován 1000. uživatel.

## Fungování služby
Služba Uniqway je určena studentům a zaměstnancům všech vysokých škol. Proces registrace je jednoduchý - uživatel vyplní registraci na webových stránkách a poté ji přijde dokončit do jedné z kanceláří na univerzitách.
Rezervace aut funguje prostřednictvím telefonní aplikace, a to jak pro operační systém Android, tak i pro iOS. Uživatel si na mapě vybere jedno z volných vozidel (zn. ŠKODA FABIA, ŠKODA SCALA nebo ŠKODA CitiGoe iV), rezervuje si jej a má 15 minut zdarma, kdy se může k autu dopravit a neplatí rezervační čas. Poté se mu účtuje kombinace času v závislosti od typu auta a ujetých kilometrů. Od léta 2020 je platný minutový ceník, ve kterém má každé z vozidel jinou cenu za minutu jízdy a minutu stání.
Vozidla mohou být vypůjčena a vrácena v zónách, které jsou zejména okolo zúčastněných univerzit a jejich areálů (koleje, sportoviště apod.). Aktuální stav zón je dostupný na webových stránkách služby.  Se službou studenti nemusí jezdit jen ze školy na kolej. Uživatelé si mohou půjčit zdarma držák na kola, střešní box a také jim služba Uniqway poskytne UTA tankovací kartu pro zahraniční jízdy.

## Flotila
Všechna auta ve flotile mají typickou šedou barvu s výrazným logem služby. Každá z použitých barev má svou symboliku: modrá je symbolem Českého vysokého učení technického a Vysoké školy ekonomické, zelená charakterizuje Českou zemědělskou univerzitu a partnera služby ŠKODA AUTO. Šedá barva byla následně vybrána studenty pomocí dotazníku.
Ve flotile se nachází 36 vozidel - ŠKODA Fabia, ŠKODA Scala a 1 elektrické ŠKODA Citigoe iV. V květnu 2021 se do flotily přidal i model ŠKODA ENYAQ iV. Ten ale musel být po nešťastné nehodě z flotily vyřazen. Každé z aut má své jméno, které bylo vybráno studenty na sociálních sítích projektu tak, aby odpovídalo možným budoucím povoláním studentů participujících škol. Ve vozovém parku se nachází např. Ajťák, Blogger, Ekonom, HRdina, Inovátor, Myslivec, Rostlinkář, Technik, Vědátor, Vizionář či Analytička.